# 二氯乙酸
二氯乙酸（缩写：DCA）是一种有机化合物，化学式为CHCl2COOH。它是乙酸分子的甲基上的两个氢被氯取代的产物。二氯乙酸可以成盐或酯，其盐可以抑制丙酮酸脱氢酶，是一种潜在药物。

## 性质与来源
二氯乙酸的化学性质和其它卤代羧酸相似，它是氯代乙酸的一种。它和水混合时产生二氯乙酸根离子。二氯乙酸的pKa为1.35，纯的二氯乙酸是有机强酸；不慎吸入时可以对粘膜和上呼吸道的组织产生很大的腐蚀性和破坏性。
二氯乙酸已被证明在至少一种海藻（如Asparagopsis taxiformis）中产生。它可以微量存在于氯化的饮用水中，由各种含氯药物或化学品的代谢降解产生。二氯乙酸通常通过还原三氯乙酸（TCA）制备。
它可用作实验室试剂，作为沉淀剂将大分子（如蛋白质）从溶液中沉淀出来。

## 拓展链接
- 国际化学品安全卡0868